# Zakon Avis

Symbol zakonu Avis

Zakon Avis (również Aviz) – powstał prawdopodobnie jako bractwo rycerskie. Po raz pierwszy wzmiankowany jako zakon rycerski w 1167. Początkowo siedzibą zakonu było portugalskie miasto Évora, stąd zakon początkowo nosił nazwę Zakonu z Évory.

## Historia
Wielkim protektorem zakonu w pierwszych latach jego istnienia był król Portugalii Alfons I Zdobywca. W 1187 związał się z kastylijskim Zakonem Kalatrawy, zachowując jednak autonomię wewnętrzną i swój narodowy, portugalski charakter. Początkowo przyjęta reguła benedyktyńska została zmieniona wtedy także na cysterską. Papież Celestyn II uznał zakon w 1192. W 1223 główna siedziba zakonu została przeniesiona do miasta Avis, co skutkowało zmianą nazwy zakonu. Wiek XIV upłynął też na staraniach o pełne uniezależnienie się od zakonu z Kalatrawy, co nastąpiło dopiero w 1431.
W 1385 wielki mistrz zakonu Jan Burgundzki został wybrany na króla Portugalii. Od tej pory zakon był ściśle związany z koroną portugalską, a dynastia zapoczątkowana przez Jana nosiła nazwę dynastii Avis. Od tej pory też wielkim mistrzem zakonu był członek rodziny królewskiej.
W 1789 roku królowa Maria I Braganza dokonała sekularyzacji, przekształcając zakon w wysokie odznaczenie przyznawane za zasługi.
Kapelani przetrwali jako zakon do 1834, w tym czasie godność rycerza była już tylko wyłącznie honorowa.

## Strój zakonny
Szczegóły stroju zakonnego są nieznane, przypuszcza się jednak, że był on przynajmniej początkowo czarny jak w zakonach z regułą benedyktyńską. Później mógł zmienić barwę na kolor biały. Zielony krzyż jako symbol zakonu używany był od około 1325.

## Wielcy mistrzowie zakonu Évora
- Pedro Afonso (ok. 1160-1169)
- Fernão Rodrigues Monteiro (1175-1195)
- Gonçalo Viegas de Lanhoso (1197-1219)

## Wielcy mistrzowie zakonu Avis
- Fernando Eanes (1219-1237)
- João Porteiro
- Martim Fernandes
- Fernão Soares
- Lourenço Afonso
- João Pires
- Vasco Afonso
- Gil Martins
- Garcia Pires
- Gil Pires
- Afonso Mendes
- Gonçalo Vaz
- João Rodrigues Pimentel
- João Afonso
- Diogo Garcia
- Martim do Avelar
- Egas Martins
- Jan I Dobry (1364–1387)
- kolejni władcy Portugalii

## Administratorzy zakonu
- Fernando Rodrigues de Siqueira (1387 – ?)
- Fernando, Infant Santo (1434–1443)
- Piotr, książę Coimbry (1445–1466)
- Jan II Doskonały (1468–1490)
- Książę Alfonso (1490–1491)
- Jorge, książę Coimbry (1491–1551)